# Diocesi di Ratisbona

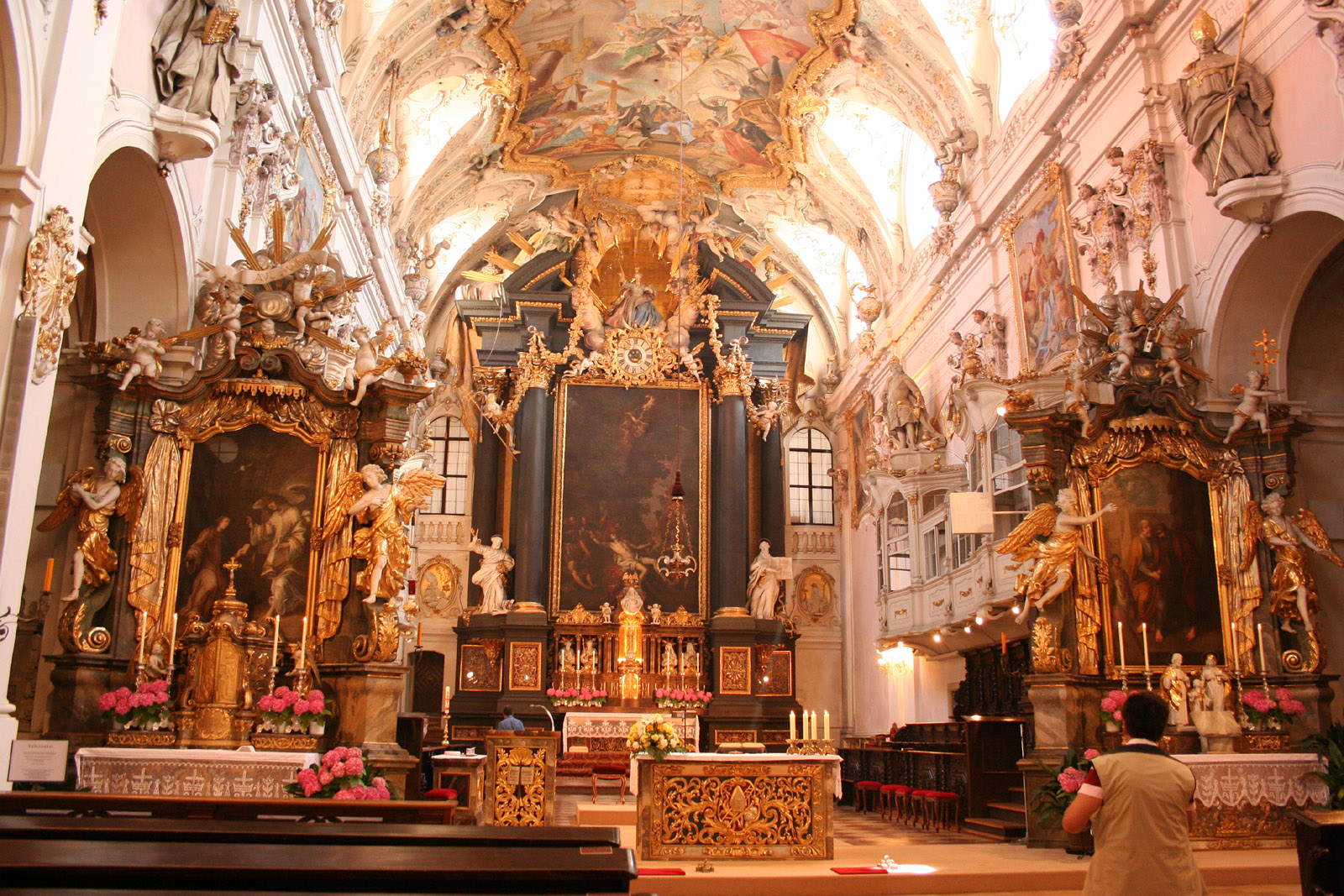
Interno barocco della basilica di Sant'Emmerano a Ratisbona, chiesa dell'abbazia di Sant'Emmerano, fondata nel 739, che custodisce il corpo del santo.

La diocesi di Ratisbona (in latino Dioecesis Ratisbonensis) è una sede della Chiesa cattolica in Germania suffraganea dell'arcidiocesi di Monaco e Frisinga. Nel 2022 contava 1.102.528 battezzati su 1.750.532 abitanti. È retta dal vescovo Rudolf Voderholzer.

## Territorio
La diocesi comprende la parte orientale della Baviera, nella Germania meridionale.
Sede vescovile è la città di Ratisbona, dove si trova la cattedrale di San Pietro. In diocesi sorgono cinque basiliche minori: la basilica di Sant'Emmerano e la basilica di Nostra Signora della Cappella Vecchia a Ratisbona, la basilica dell'Assunta e di San Giovanni Evangelista a Waldsassen, la basilica di San Giacomo a Straubing e la basilica di San Martino a Amberg.
Il territorio si estende su 14.665 km² ed è suddiviso in 631 parrocchie, raggruppate in otto regioni, a loro volta suddivise in 33 decanati.

## Storia
Fra il VII e l'VIII secolo il cristianesimo poté diffondersi e consolidarsi nel territorio grazie all'opera dei monaci missionari irlandesi, tra i quali l'abate san Colombano fondatore dell'abbazia di Luxeuil nel 590, una delle più importanti e conosciute del Regno Franco e matrice di centinaia di monasteri in tutto il regno grazie ai suoi tanti monaci, fra cui spicca san Gallo, fondatore dell'abbazia omonima (612), inoltre Ratisbona fu al centro dell'evangelizzazione della Baviera ad opera di vescovi itineranti di scuola irlandese come sant'Emmerano († 652), san Ruperto (circa 697), detto l'apostolo della Baviera, sant'Erardo (circa 700-720) e il beato Alberto (circa 720).
Nel 739 san Bonifacio divise il ducato di Baviera in quattro diocesi: Ratisbona, Frisinga, Passavia e Salisburgo.
Nel 798 Salisburgo fu innalzata a sede metropolitana e la diocesi di Ratisbona ne divenne suffraganea.
Nel IX secolo l'azione evangelizzatrice si sposta verso est, dove sono stanziati gli slavi e un'area molto vasta che comprendeva la Boemia, la Moravia, parte dell'odierna Slovacchia e parte della Pannonia iniziò a gravitare attorno alla diocesi di Ratisbona. Il primo successo dell'evangelizzazione fu il battesimo di quattordici principi boemi nell'847 ad opera del vescovo Baturico.
Nel giugno dell'880 san Metodio fu eletto arcivescovo di Moravia e Pannonia. Fu stabilita la diocesi di Nitra come prima sede territoriale del progetto missionario di Metodio. Nel 973 fu eretta la diocesi di Praga, che inizialmente comprendeva la Boemia, la Slesia con Cracovia, la Lusazia, la Moravia, la Pannonia occidentale fino ai fiumi Váh e Danubio e la Bassa Austria fra i fiumi Thaya e Kamp.
Nel 975 fu fondato il celebre coro della cattedrale di Ratisbona, i Regensburger Domspatzen che ininterrottamente accompagnerà la storia della diocesi.
Il X e XI secolo videro la fioritura di numerosi monasteri, che adottarono per lo più la regola benedettina. Nuove fondazioni di monasteri si succedettero anche nei secoli seguenti, ad opera anche di carmelitani, domenicani e francescani. Nel XIII secolo il vescovato di Ratisbona divenne un principato ecclesiastico nell'ambito del Sacro Romano Impero.
Nel primo trentennio del XVI secolo il vescovo Giovanni III si oppose efficacemente alla riforma protestante, ma il successore Pankraz von Sinzenhofen lasciò dilagare le nuove dottrine a tal punto che la cattedrale fu distrutta dai protestanti. Lo scenario mutò a favore dei cattolici nella seconda metà del secolo, sia per l'evolversi della situazione politica, sia per la predicazione dei gesuiti, che fondarono a Ratisbona un collegio nel 1589. Alcune parrocchie fecero ritorno al cattolicesimo nel 1614.
Successivamente la Guerra dei trent'anni causò molti danni alla città e alla diocesi, che vide rapinati i suoi beni, vessato il clero e imprigionato il vescovo.
Il seminario diocesano fu istituito nel 1653.
Alberto Sigismondo nel 1668 iniziò la serie dei vescovi della Casa di Baviera, che si susseguiranno sulla cattedra di Ratisbona per 95 anni.
Nel 1803 Napoleone trasferì l'arcivescovo di Magonza a Ratisbona con il titolo di arcivescovo di Ratisbona e primate di Germania. Queste decisioni furono ratificate da papa Pio VII il 1º febbraio 1805 con la bolla In universalis Ecclesiae.
Nel 1810, in epoca napoleonica, nonostante fosse presente come vescovo coadiutore il cardinal Joseph Fesch, zio dell'imperatore francese, ebbe termine il principato ecclesiastico, che fu annesso dal regno di Baviera.
Nel 1817, alla morte dell'arcivescovo, Ratisbona ritornò ad essere una diocesi suffraganea, assegnata alla nuova sede metropolitana di Monaco e Frisinga in seguito al Concordato del 1817-1818.
Nel corso del XX secolo la diocesi ha subito parecchie piccole variazioni territoriali. Il 29 dicembre 1910 furono mutati i confini delle parrocchie di Schönau e di Neuhofen nella diocesi di Passavia e di quella di Falkenberg nella diocesi di Ratisbona. Il 6 aprile 1922 la parrocchia di Kirchenthumbach si ingrandì, acquisendo alcune località che erano appartenute alla parrocchia di Hopfenohe, nell'arcidiocesi di Bamberga. Il 21 maggio 1917 la parrocchia di Geisenfeld della diocesi di Ratisbona cedette alcune località alla parrocchia di Fahlenbach della diocesi di Augusta. Il 6 aprile 1922 la parrocchia di Hebertsfelden nella diocesi di Ratisbona cedette alcune località alla parrocchia di Neuhofen. Il 9 febbraio 1925 la parrocchia di Egglkofen cedette alcune località alla parrocchia di Schönberg nell'arcidiocesi di Monaco e Frisinga. Il 14 aprile 1926 avvenne uno scambio di territori con la diocesi di Eichstätt, che coinvolse le parrocchie di Ursensollen, Hörmannsdorf e Lenting di quella diocesi e di San Giorgio della frazione Hausen di Ursensollen, Lupburg e Kösching nella diocesi di Ratisbona. Il 30 luglio dello stesso anno la parrocchia di Au cedette una località alla parrocchia di Reichertshausen nell'arcidiocesi di Monaco e Frisinga. Il 22 aprile 1927 la parrocchia di Geisenhausen della diocesi di Ratisbona si ingrandì per una cessione territoriale da parte della parrocchia di Förnbach dell'arcidiocesi di Monaco e Frisinga.
Il 7 gennaio 1930 una località della parrocchia di Appertshofen della diocesi di Ratisbona fu ceduta alla parrocchia di Denkendorf nella diocesi di Eichstätt. Il 19 dicembre 1936 una località della parrocchia di Geisenfeld della diocesi di Ratisbona fu ceduta alla parrocchia di Manching nella diocesi di Augusta. Il 7 gennaio 1957 la parrocchia di Volkenschwand della diocesi di Ratisbona si ingrandì per una cessione territoriale da parte della parrocchia di Margarethenried dell'arcidiocesi di Monaco e Frisinga. Il 2 maggio 1966 alcune località della soppressa parrocchia di Pielenhofen e altre località della parrocchia di Utzenhofen nella diocesi di Ratisbona passarono alla diocesi di Eichstätt. L'11 giugno 1968 ha ceduto altre località presso Lupburg alla diocesi di Eichstätt.
La diocesi ha ricevuto la visita di papa Benedetto XVI nel 2006.

## Cronotassi dei vescovi
Si omettono i periodi di sede vacante non superiori ai 2 anni o non storicamente accertati.
- Beato Gaubaldo † (739 - 23 dicembre 761 deceduto)
- Sigerico † (762 - 768 ? deceduto)
- Simperto o Sindberto † (768 - 29 settembre 791 deceduto)
- Adalvino † (791 - 12 ottobre 816 deceduto)[18]
- Baturico † (817 - 12 gennaio 847 deceduto)
- Erchanfrido † (847 - 1º agosto 864 deceduto)
- Ambrico † (864 - 14 luglio 891 deceduto)
- Ansperto † (891 - 12 marzo 893 o 894 deceduto)
- Beato Tuto † (893 o 894 - 10 ottobre 930 deceduto)
- Isangrim † (930 - 4 gennaio 941 deceduto)
- Beato Gunther † (941 - 8 ottobre 941 deceduto)
- Michele † (941 - 23 settembre 972 deceduto)
- San Volfango † (972 - 31 ottobre 994 deceduto)
- Gebardo di Svevia † (994 - 27 marzo 1023 deceduto)
- Gebardo di Hohenwart † (1023 - marzo 1036 deceduto)
- Gebardo di Hohenlohe † (1036 - 2 dicembre 1060 deceduto)
- Otto di Riedenburg † (1060 - 6 luglio 1089 deceduto)
- Gebardo di Gosham † (1089 - 14 luglio 1105 o 1106 deceduto)
- Hartwig di Spanheim † (1106 - 3 marzo o 17 maggio 1126 deceduto)
- Corrado I di Raitenbuch † (1126 - 19 maggio 1132 deceduto)
- Enrico di Wolfratshausen † (1132 - 10 maggio 1155 deceduto)
- Hartwig di Ortenburg † (1155 - 22 agosto 1164 deceduto)
- Eberardo lo Svevo † (1164 - 24 agosto 1167 deceduto)
- Corrado II di Raitenbuch † (17 ottobre 1167 - 11 giugno 1185 deceduto)
- Corrado di Laichling † (3 marzo 1187 consacrato - 23 aprile 1204 deceduto)
- Corrado di Frontenhausen † (23 aprile 1204 - 9 aprile 1226 deceduto)
- Sigfrido † (10 giugno 1227 - 19 marzo 1246 deceduto)
- Alberto di Pietengau † (1247 - 1259 deposto)
- Sant'Alberto Magno, O.P. † (5 gennaio 1260 - febbraio 1262 dimesso)
- Leo Thundorfer † (11 maggio 1262 - 12 luglio 1277 deceduto)
- Enrico von Rotteneck † (18 agosto 1277 - 26 luglio 1296 deceduto)
- Corrado von Luppurg † (1º agosto 1296 - 26 gennaio 1313 deceduto)
- Nicholaus von Stachowitz † (9 aprile 1313 - 11 ottobre 1340 deceduto)
- Federico di Zollern-Norimberga † (8 marzo 1342 - aprile 1365 deceduto)
- Enrico von Stein † (1365 - 1368 deceduto)
- Corrado von Haimberg † (4 dicembre 1368 - 31 luglio 1381 deceduto)
- Teodorico von Abensberg † (1381 - 5 novembre 1383 deceduto)
- Johann von Moosburg † (16 ottobre 1384 - 25 aprile 1409 deceduto)
- Alberto von Stauf † (24 luglio 1409 - 10 luglio 1421 deceduto)
- Giovanni von Streitberg † (24 settembre 1421 - 1º aprile 1428 deceduto)
- Corrado von Soest † (16 giugno 1428 - 10 maggio 1437 deceduto)
- Friedrich von Parsberg † (28 giugno 1437 - 28 febbraio 1450 deceduto)
- Friedrich von Plankenfels † (23 marzo 1450 - 24 maggio 1457 deceduto)
- Rupert von Bayern-Moosbach † (4 settembre 1457 - 1º settembre 1465 deceduto)
- Heinrich von Absberg † (3 gennaio 1466 - 26 luglio 1492 deceduto)
- Rupert von Bayern † (26 luglio 1492 succeduto - 19 aprile 1507 deceduto)
- Giovanni del Palatinato † (27 ottobre 1507 - 3 febbraio 1538 deceduto)
- Pankraz von Sinzenhofen † (15 novembre 1538 - 24 luglio 1548 deceduto)
- Georg von Pappenheim † (5 ottobre 1548 - 10 dicembre 1563 deceduto)
- Vitus von Fraunberg † (21 giugno 1564 - 21 gennaio 1567 deceduto)
- David Kölderer von Burgstall † (24 gennaio 1569 - 22 giugno 1579 deceduto)
- Filippo Guglielmo di Baviera † (14 luglio 1579 - 18 maggio 1598 deceduto)
- Sigmund von Fugger † (26 ottobre 1598 - 5 novembre 1600 deceduto)
- Wolfgang von Hausen † (14 gennaio 1602 - 3 settembre 1613 deceduto)
- Albert von Toerring-Stein † (17 febbraio 1614 - 12 aprile 1649 deceduto)
- Franz Wilhelm von Wartenberg † (12 aprile 1649 succeduto - 1º dicembre 1661 deceduto)
- Johann Georg von Herberstein † (9 aprile 1663 - 12 giugno 1663 deceduto)[19]
- Adam Lorenz von Toerring-Stein † (11 febbraio 1664 - 16 agosto 1666 deceduto)
- Guidobaldo Thun † (16 marzo 1667 - 1º giugno 1668 deceduto)
- Alberto Sigismondo di Baviera † (3 giugno 1669 - 4 novembre 1685 deceduto)
- Giuseppe Clemente di Baviera † (4 novembre 1685 succeduto - 1716 dimesso)
- Clemente Augusto di Baviera † (19 maggio 1716 - 26 aprile 1719 nominato vescovo di Münster)[20]
- Giovanni Teodoro di Baviera † (14 ottobre 1721 - 23 febbraio 1727 succeduto vescovo di Frisinga)
  - Giovanni Teodoro di Baviera † (23 febbraio 1727 - 27 gennaio 1763 deceduto) (amministratore apostolico)
- Clemente Venceslao di Sassonia † (4 maggio 1764 - 14 marzo 1768 nominato arcivescovo di Treviri)
- Anton Ignaz von Fugger-Glött † (12 giugno 1769 - 15 febbraio 1787 deceduto)
- Maximilian Prokop von Törring † (28 settembre 1787 - 30 dicembre 1789 deceduto)
- Joseph Konrad von Schroffenberg † (21 giugno 1790 - 4 aprile 1803 deceduto)
- Karl Theodor von Dalberg † (1º febbraio 1805 - 10 febbraio 1817 deceduto)
- Johann Nepomuk von Wolf † (6 aprile 1818 - 23 agosto 1829 deceduto)
- Johann Michael von Sailer † (23 ottobre 1829 succeduto - 20 maggio 1832 deceduto)
  - Georg Michael Wittmann † (25 luglio 1832 - 8 marzo 1833 deceduto) (vescovo eletto)[21]
- Franz Xaver von Schwäbl † (15 aprile 1833 - 12 luglio 1841 deceduto)
- Valentin von Riedel † (24 gennaio 1842 - 6 novembre 1857 deceduto)
- Ignatius von Senestrey † (18 marzo 1858 - 16 agosto 1906 deceduto)
- Antonius von Henle † (6 dicembre 1906 - 11 ottobre 1927 deceduto)
- Michael Buchberger † (19 dicembre 1927 - 10 giugno 1961 deceduto)
- Rudolf Graber † (28 marzo 1962 - 14 settembre 1981 ritirato)
- Manfred Müller † (16 giugno 1982 - 15 gennaio 2002 ritirato)
- Gerhard Ludwig Müller (1º ottobre 2002 - 2 luglio 2012 nominato prefetto della Congregazione per la Dottrina della Fede)
- Rudolf Voderholzer, dal 6 dicembre 2012

## Santi e beati della diocesi
- San Volfango, patrono principale della diocesi;
- Sant'Emmerano, patrono secondario;
- Sant'Erardo, patrono secondario;
- Sant'Alberto Magno, dottore della Chiesa;
- Sant'Anna Schäffer;
- Beata Maria Teresa di Gesù Gerhardinger;
- Beato Federico da Ratisbona.

## Statistiche
La diocesi nel 2022 su una popolazione di 1.750.532 persone contava 1.102.528 battezzati, corrispondenti al 63,0% del totale.
| anno | popolazione | popolazione | popolazione | presbiteri | presbiteri | presbiteri | presbiteri                | diaconi | religiosi | religiosi | parrocchie |
| anno | battezzati  | totale      | %           | numero     | secolari   | regolari   | battezzati per presbitero | diaconi | uomini    | donne     | parrocchie |
| ---- | ----------- | ----------- | ----------- | ---------- | ---------- | ---------- | ------------------------- | ------- | --------- | --------- | ---------- |
| 1949 | 1.224.482   | 1.474.752   | 83,0        | 1.513      | 1.221      | 292        | 809                       |         | 700       | 4.150     | 532        |
| 1970 | 1.331.104   | 1.555.104   | 85,6        | 1.376      | 1.126      | 250        | 967                       |         | 541       | 4.335     | 773        |
| 1980 | 1.352.888   | 1.585.621   | 85,3        | 1.355      | 1.090      | 265        | 998                       | 16      | 471       | 3.550     | 625        |
| 1990 | 1.313.561   | 1.544.450   | 85,1        | 1.227      | 999        | 228        | 1.070                     | 28      | 416       | 2.674     | 629        |
| 1999 | 1.337.920   | 1.586.288   | 84,3        | 1.131      | 923        | 208        | 1.182                     | 56      | 335       | 1.961     | 630        |
| 2000 | 1.342.528   | 1.594.376   | 84,2        | 1.116      | 909        | 207        | 1.202                     | 62      | 321       | 1.853     | 630        |
| 2001 | 1.343.131   | 1.594.979   | 84,2        | 1.092      | 891        | 201        | 1.229                     | 67      | 320       | 1.810     | 630        |
| 2002 | 1.342.671   | 1.619.388   | 82,9        | 1.092      | 883        | 209        | 1.229                     | 73      | 314       | 1.701     | 631        |
| 2003 | 1.339.097   | 1.615.814   | 82,9        | 1.091      | 873        | 218        | 1.227                     | 79      | 323       | 1.686     | 631        |
| 2004 | 1.345.022   | 1.643.587   | 81,8        | 1.067      | 864        | 203        | 1.260                     | 86      | 294       | 1.573     | 631        |
| 2010 | 1.230.586   | 1.686.000   | 73,0        | 1.026      | 812        | 214        | 1.199                     | 106     | 360       | 1.273     | 631        |
| 2014 | 1.200.209   | 1.714.000   | 70,0        | 945        | 768        | 177        | 1.270                     | 105     | 357       | 1.103     | 631        |
| 2017 | 1.176.105   | 1.734.300   | 67,8        | 954        | 742        | 212        | 1.232                     | 106     | 417       | 1.230     | 631        |
| 2020 | 1.158.230   | 1.749.900   | 66,2        | 941        | 726        | 215        | 1.230                     | 110     | 941       | 1.080     | 631        |
| 2022 | 1.102.528   | 1.750.532   | 63,0        | 829        | 706        | 123        | 1.329                     | 109     | 1.116     | 1.032     | 631        |